# Hiroyuki Nishijima
Hiroyuki Nishijima (jap. 西嶋 弘之 Nishijima Hiroyuki; ur. 7 kwietnia 1982) – japoński piłkarz występujący na pozycji obrońcy. Obecnie występuje w Giravanz Kitakyushu.

## Kariera klubowa
Od 2001 roku występował w klubach Sanfrecce Hiroszima, Vissel Kobe, Consadole Sapporo, Tokushima Vortis, Yokohama FC i Giravanz Kitakyushu.